# Kōsei Inoue
Kōsei Inoue (jap. 井上康生 Inoue Kōsei; ur. 15 maja 1978 roku w Miyakonojō, w prefekturze Miyazaki w Japonii)
- japoński judoka.
Na letniej olimpiadzie w 2000 roku zdobył złoty medal w kategorii do 100 kilogramów.
Startował również cztery lata później w Atenach, gdzie zajął piąte miejsce po przegranym ćwierćfinałowym pojedynku z Elco van der Geestem z Holandii i nieudanej walce z mało znanym azerbejdżańskim judoką Movludem Miraliyevem. Trzykrotnie zdobył mistrzostwo świata w swojej kategorii (w 1999, 2001 i 2003 roku). Jego specjalnością są rzuty Uchi Mata i Ouchi gari.
Obecnie Kōsei Inoue przygotowuje doktorat z psychologii na Tokai University.

## Najważniejsze osiągnięcia

### Złoty medal
1. 2005 Jigoro Kano International Cup
2. 2004 All Japan Individual Weight Class Championship (do 100 kg)
3. 2003 Mistrzostwa Świata (do 100 kg)
4. 2003 All Japan Championship (open)
5. 2002 All Japan Championship (open)
6. 2001 Mistrzostwa Świata (do 100 kg)
7. 2001 All Japan Championship (open)
8. 2001 All Japan Individual Weight Class Championship (do 100 kg)
9. 2000 All Japan Individual Weight Class Championship (do 100 kg)
10. 2000 Olimpiada w Sydney (do 100 kg)
11. 1999 Mistrzostwa Świata (do 100 kg)

### Srebrny medal
1. 2004 All Japan Championship
2. 2000 All Japan Championship
3. 1998 All Japan Championship